# Field Island
Field Island är en ö i Kanada.   Den ligger i territoriet Nunavut, i den östra delen av landet, 2 100 km norr om huvudstaden Ottawa. Arean är 5,0 kvadratkilometer.
Terrängen på Field Island är platt. Öns högsta punkt är 96 meter över havet. Den sträcker sig 4,3 kilometer i nord-sydlig riktning, och 2,4 kilometer i öst-västlig riktning.